# Distretto di Chat Trakan
Il distretto di Chat Trakan (in thailandese: ชาติตระการ) è un distretto (amphoe) della Thailandia, situato nella provincia di Phitsanulok.